# Mazeray
Mazeray – miejscowość i gmina we Francji, w regionie Nowa Akwitania, w departamencie Charente-Maritime.
Według danych na rok 1990 gminę zamieszkiwały 762 osoby, a gęstość zaludnienia wynosiła 39 osób/km² (wśród 1467 gmin regionu Poitou-Charentes Mazeray plasuje się na 400. miejscu pod względem liczby ludności, natomiast pod względem powierzchni na miejscu 410.).